# Сантібаньєс-де-ла-Сьєрра
Сантібаньєс-де-ла-Сьєрра (ісп. Santibáñez de la Sierra) — муніципалітет в Іспанії, у складі автономної спільноти Кастилія-і-Леон, у провінції Саламанка. Населення — 223 особи (2010).
Муніципалітет розташований на відстані близько 190 км на захід від Мадрида, 55 км на південь від Саламанки.
На території муніципалітету розташовані такі населені пункти: (дані про населення за 2010 рік)
- Касільяс-де-лас-Еріас: 0 осіб
- Пуентес-дель-Алагон: 6 осіб
- Санта-Марія-де-лос-Льянос: 24 особи
- Сантібаньєс-де-ла-Сьєрра: 193 особи

## Демографія
Динаміка населення (INE ):

## Зовнішні посилання
- Провінційна рада Саламанки: індекс муніципалітетів [Архівовано 23 квітня 2009 у Wayback Machine.]
- Посилання на Google Maps